# Mišji Dol
Mišji Dol este o localitate din comuna Šmartno pri Litiji, Slovenia, cu o populație de 25 de locuitori.